# Cnemaspis monticola
Espèce
Statut de conservation UICN

 DD  : Données insuffisantes
Cnemaspis monticola est une espèce de geckos de la famille des Gekkonidae.

## Répartition
Cette espèce est endémique du Kerala en Inde. Elle se rencontre dans les Wynaad Hills.

## Description
Cnemaspis monticola mesure jusqu'à 33,1 mm, queue non comprise.

## Étymologie
Le nom spécifique monticola vient du latin monticola, « habitant des montagnes », en référence à la distribution de ce saurien.

## Publication originale
- Manamendra-Arachchi, Batuwita & Pethiyagoda, 2007 : A taxonomic revision of the Sri Lankan day-geckos (Reptilia: Gekkonidae: Cnemaspis), with description of new species from Sri Lanka and southern India. Zeylanica, vol. 7, n. 1, p. 9-122 (texte intégral).